# Santa Cruz das Palmeiras
Santa Cruz das Palmeiras is een gemeente in de Braziliaanse deelstaat São Paulo. De gemeente telt 33.583 inwoners (schatting 2009).

## Aangrenzende gemeenten
De gemeente grenst aan Aguaí, Casa Branca, Pirassununga, Porto Ferreira en Tambaú.